# Rasa de Cogulers
La rasa de Cogulers és un afluent per la dreta de la riera de Canalda.
Neix a 1.106 m d'altitud, a la font del Ginebre, a 350 m (vo) de la barraca de Cogulers.
En els primers 530 m del seu recorregut pren la direcció N-S però en arribar arriba al peu del vessant occidental del tossal de Carboner (1.083 m d'altitud) gira cap a la seva esquerra per anar agafant progressivament la direcció NW-SE. 200 m abans de fer-ho ha passat pel costat de la font de Cogulers. 425 m més avall passa a 330 m (vo) a l'oest de la masia de Cogulers, que li dona nom. 950 després, en passar per la vora de la Fontviva, està passant a 1,4 km a l'oest de la masia d'Orrit. En aquest punt pren la direcció NE-SW que ja mantindrà durant tota la resta del seu recorregut.